# Alexandre Istrati
 (septembre 2009).
Si vous disposez d'ouvrages ou d'articles de référence ou si vous connaissez des sites web de qualité traitant du thème abordé ici, merci de compléter l'article en donnant les références utiles à sa vérifiabilité et en les liant à la section « Notes et références ».
Alexandre Istrati, né le 9 mars 1915 à Dorohoi, Roumanie et mort le 28 octobre 1991 dans le 14e arrondissement de Paris, est un peintre roumain naturalisé français.

## Biographie
Alexandre Istrati est un peintre non figuratif né en Roumanie et arrivé à Paris en 1947 avec son épouse Natalia Dumitresco, également artiste peintre.  
Ils sont accueillis par leur compatriote le sculpteur Constantin Brâncuși qui les héberge dans un atelier voisin du sien, impasse Ronsin dans le quinzième arrondissement.
Leur amitié durera jusqu'au bout et Brancusi désignera le couple comme exécuteur testamentaire.
Après une brève période marquée par l'influence des Réalités Nouvelles, la peinture d'Istrati, au contraire de celles de sa femme Natalia Dumitresco à l'art très maitrisé, évolue rapidement vers l'abstraction lyrique la plus libre. L'artiste accumule les expériences, du dripping retravaillé au couteau directement sur la toile à l'exécution quasi-gestuelle dans des palettes originales mêlant des verts profonds, des violets vifs, des rouges et des jaunes intenses.
D'autres périodes montreront des œuvres presque bichromes en rouge et bleu, puis la palette et la pâte s'allègeront pour donner de grandes compositions aux taches transparentes de couleurs diluées.

## Prix et distinctions
- Prix Kandinsky